# Бейли, Чэмп
Роланд «Чэмп» Бейли (род. 22 июня 1978 в г. Фолкстон, Джорджия) — профессиональный игрок в американский футбол, игравший на позиции корнербека.

## Карьера
Бэйли начал играть в американский футбол уже в школьные годы. Поступив в Университет Джорджии, он был принят в команду Georgia Bulldogs football.
В Национальной футбольной лиге Бейли дебютировал в 1999 году. Он был выбран клубом Вашингтон Рэдскинз в первом раунде драфта НФЛ. Он стал первым выходцем из Фолкстона, которого избрали на драфте НФЛ. За Бейли быстро утвердилась репутация одного из лучших в Лиге защитников заднего плана. Контракт с этим клубом был подписан на пять лет и стоил 12 млн долларов.
В 2004 году он подписал контракт на семь лет стоимостью 63 млн долларов с клубом Денвер Бронкос. Зарекомендовав себя как один из наиболее результативных игроков, он в феврале 2011 года продлил контракт с клубом ещё на четыре года.
Бейли появился в 11 играх всех звёзд Pro Bowl, что является рекордом для любого игрока НФЛ на позиции корнербека. Он признан одним из лучших защитников на проходе в истории НФЛ.
Он закончил свою карьеру в клубе Нью-Орлеан Сэйнтс в 2014.